# Elisabet Cesáreo
Elisabet Cesáreo Romero (25 de mayo de 1999 en San Juan Despí, Barcelona), más conocida como Eli Cesáreo, es una jugadora de balonmano española, internacional con la Selección femenina de balonmano de España y juega de pivote en el Málaga Costa del Sol. 

## Trayectoria
Iniciada en el Club d’Handbol Sant Joan Despí, se marchó a la Fundació d’Handbol Sant Vicens, dos equipos del Bajo Llobregat, en la provincia de Barcelona.  
A sus 14 años, la deportista, entró en un programa catalán para deportistas de Alto Rendimiento en el instituto Joaquim Blume, en el municipio de Esplugas de Llobregat. Sus inicios fueron en el lateral izquierdo, de donde pasó al pivote conforme avanzó en su carrera. 
Tras dos temporadas en el Aula Cultural y otras tres en el potente Bera Bera, salió de España para fichar por el JDA Bourgogne Dijon Handball de la Liga de Francia de balonmano (Ligue Butagaz Énergie)  
En el 2023 se anunció su fichaje para la temporada 2023–24 por el Club Balonmano Femenino Málaga Costa del Sol y, con el club malagueño, consiguió la histórica clasificación para la fase de grupos de la EHF European League. Tras más de 50 partidos en todas las competiciones, se anunció su salida del equipo malagueño para la temporada 2025/26 recalando en el Lublin polaco.

### Selección española
Fue una constante en las llamadas para los equipos júnior y juvenil, con 57 internacionalidades entre ambas escuadras y un registro goleador muy elevado, anotando 146 tantos.
Internacional con la selección española, forma parte de la histórica escuadra subcampeona del Mundo en Japón 2019. Debutó en un partido amistoso ante Austria el 28 de septiembre de 2018.

## Palmarés

### Club
- División de Honor:
  - Campeón: 2019/20, 2020/21 & 2021/22 (con BM Bera Bera)
- Copa de la Reina: 
  - Subcampeón: 2018/19 (con Balonmano Aula Cultural Valladolid)
- Supercopa de España:
  - Subcampeón: 2019/20, 2020/21, 2021/22 (con BM Bera Bera) 2022/23 (con Málaga Costa del Sol)

### Selección española
- Medalla de plata en el Campeonato Mundial de Japón 2019.[8]

### Galardones individuales
- Siete ideal (mejor pivote) de la Liga Guerreras Iberdrola 21/22[9]

## Clubes
| Club                        | País    | Año         |
| --------------------------- | ------- | ----------- |
| BM Aula Valladolid          | España  | 2017 - 2019 |
| Balonmano Bera Bera         | España  | 2019 - 2022 |
| Jeanne d'Arc Dijon Handball | Francia | 2022 - 2023 |
| Málaga Costa del Sol        | España  | 2023 - 2025 |